# 6
 For alternative betydninger, se 6 (flertydig). (Se også artikler, som begynder med 6)
| 6                  |
| ------------------ |
| Dødsfald - Fødsler |
|                    |

| Gregoriansk kalender | 6 VI                    |
| Ab urbe condita      | 759                     |
| Armensk kalender     | I/T                     |
| Kinesiske kalender   | 2702 – 2703 乙丑 – 丙寅 |
| Etiopisk kalender    | -2 – -1                 |
| Jødisk kalender      | 3766 – 3767             |
| Hindukalendere       |                         |
| - Vikram Samvat      | 61 – 62                 |
| - Shaka Samvat       | N/A                     |
| - Kali Yuga          | 3107 – 3108             |
| Iransk kalender      | 616 BP – 615 BP         |
| Islamisk kalender    | 635 BH – 634 BH         |

## Dødsfald
- Cleopatra Selene, ægyptisk dronning af Numidien og Mauretanien (født 40 f.Kr.)